# دهستان روضه‌چای
روضه چای، دهستانی است از توابع بخش مرکزی شهرستان ارومیه در استان آذربایجان غربی ایران.

## جمعیت
براساس سرشماری سال ۱۳۹۵ جمعیت آن ۴۱٬۸۴۳ نفر (۱۱٬۰۷۳ خانوار) بوده است.